# São José da Tapera
São José da Tapera es un municipio brasileño ubicado al oeste del estado de Alagoas. Está a 240 km de la capital Maceió. Su población estimada en 2019 era de 32 260 habitantes y su área es de 492,119 km².

## Historia
La colonización de São José da Tapera comenzó en 1900, en la granja existente en el lugar donde se encuentra la ciudad hoy. Era una propiedad agrícola perteneciente a la familia Maciano. Al lado de la granja, vivía Antônio Francisco Alves, conocido como Antônio Marruá.
Años más tarde, viniendo de Pão de Açúcar, Afonso Soares Vieira llegó a la región, instalando una casa comercial allí. Un tiempo después, se creó una feria de gran aceptación por parte de los residentes del barrio. 
La iniciativa hizo que los agricultores de otros municipios conocieran la fertilidad de las tierras locales, alentándolos a instalar propiedades en el nuevo núcleo que se formó allí. Entonces, las casas de barro (taperas) comenzaron a proliferar. Luego, se construyó una capilla dedicada a San José. Aprovechando la existencia de edificios simples, nombraron el lugar como São José da tapera.
Fue elevado a la categoría de municipio con la denominación de São José da Tapera, por la ley estatal n.º 2084, el 24 de diciembre de 1957, separándolo de Pão de Açúcar. Se instaló su sede en el antiguo barrio de São José da Tapera, constituido e instalado el 1 de enero de 1959. 

## Cultura

### Festividades
El mayor movimiento ocurre con la visita de turistas de otros municipios durante las principales festividades:
- Fiesta patronal:
  - São João (24 de junio)
  - São José (19 de marzo)
- Nuestra Señora de los Dolores (15 de septiembre).